# Gypsy Woman (She’s Homeless)
A Gypsy Woman (She’s Homeless) egy house dal az amerikai Crystal Waters előadásában. A dalt Neal Conway és Waters közösen írta az 1991-ben megjelent Surprise című albumra, mely az első kislemeze volt az énekesnőnek. A dalban gospelhangzást és zongorát is használtak, mely a refrén – La Da Dee, La Dee Da – alatt szólal meg.
A dalból 2006-ban remix is készült, melyet Sami Dee & Freddy Jones követte el. A bakeliten két remix hallható, viszont a Big Room Remixet a 2007-es Ministry of Sound fesztiválon is bemutatták.

## Előzmények és megjelenés
Crystal Waters zenei családban nőtt fel. Nagynénje Ethel Waters híres énekes, és színész volt a 40-es években. Waters apja jazz zenész volt, nagybátyja pedig az MFSB vezető szaxofonosaként kereste kenyerét. Waters 11 éves korában dalszövegeket írt, és 14 éves korában részt vett az American Poerty Societyben. Ő volt a legfiatalabb résztvevő.
Waters az egyetemen számítástechnikát tanult, és dolgozott is egy számítógépes részlegen. Egy munkatársa unokatestvére kapcsolatban állt egy stúdióval, ahol találkozott a Basement Boys produkciós csapattal, akik meghallgatták az énekesnőt, aki hű maradt a jazz-beli gyökereihez, miközben house dalokat írt. Így született meg a Gypsy Woman, és a Makin’ Happy című dalok.
A Gypsy Woman című dalt Waters, Neal Conway és Nathaniel S. Hardy Jr. írták, melyet eredetileg Ultra Naté énekesnőnek írták, de amikor Waters egy demót adott oda a Basement Boys tagjainak, nagyon megtetszett nekik a dal. A dal felkerült a Suprise című albumra is.
Crystal Waters egy 2016-os interjúban ezt nyilatkozta a dalról:
"A dal szövegének ötletét a valóság ihlette, mely egy olyan nőről szólt aki a Mayflower Hotel előtt állt Washingtonban, a Connecticut Avenue sugárúton. A húgom a szállodában dolgozott, és hetente egyszer elhaladtam a nő előtt, aki jól nézett ki, egyáltalán nem úgy, mintha hajléktalan lenne. A nő fekete ruhát, és sminket viselt, és evangélikus dalokat énekelt. Azt gondoltam róla, hogy miért nem dolgozik, amikor megszólítottam őt, és elmondta, hogy a kereskedelemben dolgozott, de elveszítette a munkáját, és legalább kinézni kell, ha pénzt kér azért amit dolgozik. Ez megváltoztatta a hajléktalanságról alkotott képemet. Bárki kerülhet hasonló helyzetbe. Ez alapján íródott a Gypsy Woman című dal is."
A hangzás óriási sikert aratott, Crystal Waters hallatni akarta a hajléktalanságról szóló szövegeket, és valójában felkavarta, hogy nem hallgatták meg a dalszöveget, így kérésére a lemezcég a "She's Homeless" felirattal látta el a dalt. Így lett teljes a Gypsy Woman (She's Homeless) című dal.
A Red Hot Organisation Red Hot + Dance AIDS adománygyűjtő lemezén is szerepel a dal Joey Negro remixe, mely 1992-ben jelent meg a Sony Music kiadónál.

## Kritikák
A Billboard az alábbiakat írta a dalról: A dal deephouse stílusa klubszintre emelte a dalt, köszönhetően Waters hangjánk is, melyhez nagyban hozzájárult a Basement Boys csapata is.
A Music&Media az alábbiakat nyilatkozta: A "La Da Dee La Da Da" egy különösen fülbemászó dal, mely 3 hét alatt lett 1. helyezett az Egyesült Királyság kislemezlistáján.

## Slágerlistás helyezések
A dal 8. helyezést ért el az US Billboard Hot 100-as listáján, és 2. helyezést ért el az angol kislemezlistán is, majd 1. helyezett lett a Billboard Hot Dance Music/Club Play listáján. A dal három díjat is nyert az Amerikai Zenei díjkiosztón.

## Videóklip
A dalhoz tartozó videóklipet Mark Pellington rendezte. Waters fekete ruhában, fehér háttér előtt énekel.

## Megjelenések
7"  Európa Mercury – 868 396-7 
1. Gypsy Woman (Strip to the Bone Edit) 3:42
2. Gypsy Woman (Hump Instrumental Mix) (4:53)

## Slágerlisták
| Slágerlista (1991)                                           | Legjobb helyezések |
| ------------------------------------------------------------ | ------------------ |
| Ausztrália Australia (ARIA Charts)                           | 11                 |
| Ausztria (Ö3 Austria Top 40)                                 | 3                  |
| Belgium (Ultratop Flanders)                                  | 1                  |
| Kanada Canada Dance (RPM)                                    | 1                  |
| Dánia Dánia (IFPI)                                           | 6                  |
| Európa (Eurochart Hot 100)                                   | 1                  |
| Finnország (Suomen virallinen lista)                         | 7                  |
| Franciaország (SNEP)                                         | 11                 |
| Németország (Official German Charts)                         | 2                  |
| Írország (IRMA)                                              | 3                  |
| Olaszország (FIMI)                                           | 1                  |
| Hollandia (Dutch Top 40)                                     | 1                  |
| Hollandia (Single Top 100)                                   | 1                  |
| Új-Zéland (RIANZ)                                            | 50                 |
| Portugália (AFP)                                             | 2                  |
| Spanyolország (AFYVE)                                        | 1                  |
| Svédország (Sverigetopplistan)                               | 8                  |
| Svájc (Schweizer Hitparade)                                  | 1                  |
| Egyesült Királyság UK Singles (Official Charts Company)      | 2                  |
| Amerikai Egyesült Államok US Billboard Hot 100               | 8                  |
| US Billboard Hot Dance Club Play                             | 1                  |
| Amerikai Egyesült Államok US Billboard Hot R&B/Hip-Hop Songs | 25                 |

| Slágerlista (1991)              | Helyezések |
| ------------------------------- | ---------- |
| Ausztria Austrian Singles Chart | 23         |
| Hollandia Dutch Top 40          | 21         |
| Svájc Swiss Singles Chart       | 11         |